# Амплитудная модуляция
Амплиту́дная модуля́ция (АМ) — вид модуляции, при которой изменяемым параметром несущего сигнала является его амплитуда.
Амплитудная модуляция имеет ряд разновидностей.

## История

Сигнал, например аудиосигнал, может модулировать амплитуду (АМ) или частоту (ЧМ) несущего сигнала

В 1900 году американский инженер Реджинальд Фессенден приступил к экспериментам по передаче звуковых сигналов посредством радиоволн. Он впервые включил угольный микрофон в цепь, соединяющую искровой генератор электромагнитных колебаний с антенной. Метод получил название «амплитудная модуляция» (АМ). Качество принятого звукового сигнала было плохим, поэтому дальнейшие работы Фессендена были направлены на усовершенствование и генератора, и приёмника. В 1906 году он уже использовал несущий сигнал (переменный ток с частотой 50 кГц), вырабатываемый электромашинным генератором. Также был усовершенствован угольный микрофон для пропускания тока до нескольких ампер. Проводимые в начале XX века первые опыты по передаче звуковых сигналов для широкой аудитории связаны с именами как Фессендена, так и Ли де Фореста.
Этот вид модуляции с 1920 года (сначала в США, с 1922—1923 годов в Великобритании, Франции и Германии, с 1924 года в СССР) стал основным в звуковом радиовещании в диапазонах длинных, средних и коротких волн и до 1940-х годов применялся также и во всех других видах радиосвязи. С 1920 года электромашинные генераторы заменялись генераторами на электронных лампах. К середине 1930-х годов значительное увеличение числа станций АМ-вещания привело к росту взаимных помех, кроме того, приём часто сопровождался треском при разрядах молний, а с развитием электротехники появились и другие помехи, как промышленные, так и бытовые. Исследования занимавшегося этой проблемой американского инженера Эдвина Армстронга привели к созданию системы радиовещания с частотной модуляцией (ЧМ), для которой в США поначалу была выделена полоса частот 42—50 МГц.
С середины XX века в служебной и любительской радиосвязи из-за «тесноты в эфире» на всех частотах начали применять разновидность амплитудной модуляции — модуляцию с одной боковой полосой (ОБП), одно из преимуществ которой — сужение в 2 раза занимаемой сигналом полосы частот. Однако модернизация сетей АМ-вещания путём их перевода на ОБП была практически невозможна — это требовало замены огромного парка вещательных приёмников. Для преодоления препятствия проводились исследования и эксперименты по созданию «совместимой ОБП». Такой вид модуляции (с дополнительной фазовой модуляцией АМ-сигнала) был предложен 1950-х годах учёными СССР и США, однако практического применения он не нашёл. В 1980-х годах Международный союз электросвязи предложил поэтапное, до 2015 года, внедрение ОБП, но к концу XX века появилась перспектива замены аналоговых систем передачи в радиовещании на цифровые.
В начале 2000-х годов был разработан комплект цифровых технологий Digital Radio Mondiale (DRM) на основе модуляции OFDM (в диапазонах длинных, средних и коротких волн). DRM позволяет прослушивать радиопередачи без шумов и помех, характерных для АМ, с близким к ЧМ-вещанию качеством, однако массового перехода на цифровые технологии не произошло. Это связано с большими расходами на замену огромного парка радиоприёмного и радиопередающего оборудования, а также с некоторыми недостатками DRM, например с неприятными для радиослушателя резкими обрывами радиоприёма при характерных для коротких волн глубоких замираниях радиосигнала.

## Определение
Пусть

Амплитудная модуляция с различным коэффициентом модуляции. На нижней диаграмме — перемодуляция

- {\displaystyle u_{m}(t)} — информационный (модулирующий) сигнал,
- {\displaystyle u_{c}(t)} — несущий (модулируемый) сигнал (несущее колебание).

Тогда АМ-сигнал {\displaystyle u_{\text{am}}(t)} имеет вид:
{\displaystyle u_{\text{am}}(t)=u_{c}(t)\left[1+m{\frac {u_{m}(t)}{\max\{{|u_{m}(t)|\}}}}\right].\qquad \qquad (1)}
Если {\displaystyle u_{c}(t)=U_{c}\cos(\omega _{c}t)}, то (1) примет вид:
{\displaystyle u_{\text{am}}(t)=U_{c}\left[1+m{\frac {u_{m}(t)}{\max\{{|u_{m}(t)|\}}}}\right]\cos(\omega _{c}t).}
Здесь {\displaystyle m} — некоторая неотрицательная константа, называемая коэффициентом модуляции, {\displaystyle \max\{{|u_{m}(t)|\}}} — максимальное значение модуля модулирующего сигнала. Формула (1) описывает несущий сигнал {\displaystyle u_{c}(t)}, модулированный по амплитуде сигналом {\displaystyle u_{m}(t)} с коэффициентом модуляции {\displaystyle m}.
Для неискаженной модуляции необходимо выполнение условия {\displaystyle m\leq 1}. Выполнение этого условия необходимо для того, чтобы выражение в квадратных скобках в (1) всегда было положительным. Если оно может принимать отрицательные значения в какой-то момент времени, то происходит так называемая перемодуляция (избыточная модуляция).

## Спектральное представление

Слева: модулирующий сигнал как функция времени. Справа: спектр АМ-сигнала

Спектр АМ-колебания

Допустим, что мы хотим модулировать несущее колебание синусоидальным сигналом. Выражение для несущего колебания с частотой {\displaystyle \omega _{c}} имеет вид (начальную фазу положим равной нулю):
{\displaystyle u_{c}(t)=U_{c}\cos(\omega _{c}t),}
где {\displaystyle U_{c}} — амплитуда несущего колебания.
Выражение для синусоидального модулирующего сигнала с частотой {\displaystyle \omega _{m}} имеет вид:
{\displaystyle u_{m}(t)=U_{m}\cos(\omega _{m}t+\varphi ),}
где {\displaystyle \varphi } — начальная фаза, {\displaystyle \max\{{|u_{m}(t)|\}}=U_{m}} . Тогда, в соответствии с (1):
{\displaystyle u_{\mathrm {am} }(t)=U_{c}[1+m\cos(\omega _{m}t+\varphi )]\cos(\omega _{c}t).}
Приведённая выше формула для {\displaystyle u_{\mathrm {am} }(t)} может быть записана в следующем виде:
{\displaystyle u_{\mathrm {am} }(t)=U_{c}\cos(\omega _{c}t)+}
{\displaystyle +{\frac {mU_{c}}{2}}[\cos((\omega _{c}-\omega _{m})t-\varphi )+\cos((\omega _{c}+\omega _{m})t+\varphi )].}
Спектр АМ-колебания в случае широкополосного модулирующего сигнала состоит из несущего колебания и двух так называемых боковых полос, имеющих частоту, отличную от {\displaystyle \omega _{c}}. Для рассмотренного выше синусоидального модулирующего сигнала боковые полосы представляют собой синусоидальные сигналы и их частоты равны {\displaystyle \omega _{c}+\omega _{m}} и {\displaystyle \omega _{c}-\omega _{m}}.
Соседние по частоте радиостанции не будут создавать взаимных помех, если их несущие сигналы разнесены по частотному спектру так, что боковые полосы разных АМ-сигналов не перекрываются между собой.

## Векторное представление
В векторном представлении спектральные составляющие модулированного сигнала представляются в виде комплексных амплитуд. При таком представлении синусоидальный несущий сигнал интерпретируется как вектор с длиной, равной его амплитуде, вращающийся против часовой стрелки с частотой несущего сигнала {\displaystyle \Omega .} При амплитудной модуляции синусоидальным сигналом вектор результирующего модулированного сигнала представляется как векторная сумма вектора несущего сигнала {\displaystyle {\vec {U_{t}}}} и векторов комплексных амплитуд двух боковых спектральных составляющих {\displaystyle {\vec {U_{sf1}}}} и {\displaystyle {\vec {U_{sf2}}}:}
{\displaystyle {\vec {U_{mod}}}={\vec {U_{t}}}+{\vec {U_{sf1}}}+{\vec {U_{sf2}}}.}
В системе координат, связанной с вектором несущего сигнала {\displaystyle {\vec {U_{t}}},} векторы комплексных амплитуд боковых спектральных составляющих (векторы боковых полос) вращаются относительно неподвижного вектора несущего сигнала с частотой {\displaystyle \omega ,} так как частоты этих составляющих отличаются от несущей частоты на {\displaystyle \omega ,} — модулирующую частоту, причём вектор нижней боковой полосы вращается по часовой стрелке, а вектор верхней — против часовой стрелки. При этом компоненты векторов боковых полос, перпендикулярные вектору несущего сигнала, всегда равны по модулю и направлены в противоположные стороны (компоненты, направленные по оси х на рисунке), поэтому фаза модулированного сигнала всегда совпадает с фазой несущей, как показано на рисунке справа. При модуляции с подавленной несущей в спектре модулированного сигнала отсутствует вектор {\displaystyle {\vec {U_{t}}},} при однополосной модуляции отсутствует один из векторов боковых полос.

## Разновидности
Разновидности амплитудной модуляции и сокращённые названия по некоторым классификациям:
- однополосная модуляция[7] (ОБП[3], ОМ[8]):
- однополосная с частично подавленной боковой полосой[7];
- балансная модуляция[7] (БМ), или двухполосная модуляция с подавленным несущим сигналом (ДМ[8]).

## Применение
В 1939 году в СССР был изобретён метод, названный полярной модуляцией, — его суть состояла в том, что положительная полуволна так называемого поднесущего сигнала модулировалась по амплитуде одним сообщением, а отрицательная — другим. В СССР этот метод (с частично подавленным поднесущим сигналом частотой 31,25 кГц) был принят для системы стереофонического ЧМ-вещания. Подобный метод, но с подавленным поднесущим сигналом частотой 38 кГц, применён в широко распространённой системе с пилот-тоном.
Амплитудная модуляция (с её разновидностями) получила распространение в аналоговых системах телевизионного вещания (передаётся однополосный сигнал изображения с частично подавленной боковой полосой), в проводных и беспроводных системах дальней многоканальной связи с частотным разделением каналов, а также в трёхпрограммном проводном вещании. АМ-радиосвязь используется в авиационных средствах связи гражданской авиации в диапазонах коротких, метровых и дециметровых волн, а также в общедоступном так называемом «гражданском диапазоне» (27 МГц).
Широкое применение АМ-радиосвязи в авиации объясняется сравнительной простотой построения передатчиков и приёмников АМ-сигнала и относительно невысокими требованиями к стабильности частоты радиоканалов. Например, для однополосной модуляции при приёме речевых сообщений с хорошим качеством требования к точности восстановления частоты несущего сигнала достаточно высокие — наибольшая неточность при приёме на фоне шума составляет порядка 100 Гц. Однако при радиосвязи с быстро перемещающимися объектами требования к стабильности частоты передатчика и приёмника повышаются, так как на допустимую суммарную нестабильность частоты заметное влияние оказывает эффект Доплера, причём чем выше частота несущего сигнала, тем больше влияние. Поэтому из-за значительной нестабильности частоты радиоканалов применение однополосной модуляции в диапазоне метровых и дециметровых волн нецелесообразно — наиболее полно её преимущества реализованы в диапазоне коротких волн.
При двухполосной модуляции с подавленным несущим сигналом вся мощность передатчика расходуется на излучение боковых полос (в АМ-сигнале около двух третей мощности содержится в несущем сигнале), что обеспечивает её высокую помехоустойчивость, но требования к стабильности частоты радиоканала остаются намного выше, чем, например, для амплитудной модуляции при несинхронном приёме.
В большинстве существующих радиоприёмных устройств для детектирования АМ-сигнала используется детектор огибающей, что приводит к двукратному проигрышу в помехоустойчивости по сравнению с приёмником с синхронным детектором, но упрощает схему приёмника.
Амплитудная модуляция (с её разновидностями) используется в измерительной технике, в биомедицинской аппаратуре (в том числе для физиотерапии), в системах передачи телеметрической информации и в других областях техники. Например, при измерении медленно меняющегося сигнала с малым уровнем проблема дрейфа требуемого усилителя постоянного тока решается преобразованием исходного сигнала в сигнал на частоте вспомогательных колебаний с амплитудой, пропорциональной амплитуде исходного сигнала. Затем преобразованный сигнал поступает через не пропускающий постоянный ток элемент (конденсатор, трансформатор) на вход усилителя переменного тока. После усиления и последующего преобразования каким-либо амплитудным детектором (часто применяется синхронный детектор) получается усиленный сигнал, повторяющий форму исходного сигнала.